# Sahar (huyện)
Huyện Sahar là một huyện thuộc tỉnh Sa`dah, Yemen. Đến thời điểm năm 2003, huyện này có dân số 133060 người